# Asplenium filare
Asplenium filare is een varen uit de streepvarenfamilie (Aspleniaceae). Het is een soort van subtropische en tropische streken van Afrika, Zuidoost-Azië en Macaronesië.

## Naamgeving enetymologie
- Synoniem: Acrostichum filare Forssk.

De botanische naam Asplenium is afgeleid van Oudgrieks ἄσπληνον, asplēnon (= miltkruid). De soortaanduiding filare is afkomstig van Latijn filum (draad).

## Kenmerken
Asplenium filare is een kleine, groenblijvende varen met lancetvormige, dubbel geveerde bladen. De deelblaadjes zijn glanzend groen en lederachtig, met afgekapte, lijnvormige bladslipjes, en aan de basis een oortje of auriculum, naar de top toe gericht. 
De streepvormige sporenhoopjes liggen op de onderzijde van het blad in een schuine hoek tussen de bladrand en de hoofdnerven van het blad.

## Habitat
Asplenium filare is een terrestrische of lithofytische varen die vooral groeit in schaduwrijke, vochtige, subtropische bossen, zoals in de altijdgroenblijvende Laurisilva of laurierbossen, of in vochtige naaldwouden hoog in de bergen. 

## Verspreiding en voorkomen
Asplenium filare komt voor in subtropische en tropische streken van Afrika en Zuidoost-Azië. De ondersoort A. filare subsp. canariense is endemisch voor Macaronesië, de eilandengroep die de Canarische Eilanden, Madeira, de Azoren en de Kaapverdische Eilanden omvat. 

## Verwante en gelijkende soorten
Asplenium filare kan verward worden met de verwante soort Asplenium onopteris, die echter een driehoekige vorm heeft.
... · 
A. adiantum-nigrum (Zwartsteel) · 
A. adulterinum · 
A. aethiopicum · 
A. ×alternifolium · 
A. anceps · 
A. aureum · 
A. azoricum · 
A. billotii (Lancetvormige streepvaren) · 
A. bulbiferum · 
A. ceterach (Schubvaren) · 
A. cuneifolium · 
A. filare · 
A. fissum · 
A. fontanum (Genaalde streepvaren) · 
A. foreziense (Forez-streepvaren) · 
A. hemionitis · 
A. jahandiezii · 
A. lepidum · 
A. lolegnamense · 
A. majoricum · 
A. marinum (Zeestreepvaren) · 
A. nidus (Nestvaren) · 
A. obovatum · 
A. octoploideum · 
A. onopteris · 
A. petrarchae · 
A. ruta-muraria (Muurvaren) · 
A. scolopendrium (Tongvaren) · 
A. seelosii · 
A. septentrionale (Noordse streepvaren) · 
A. trichomanes (Steenbreekvaren) · 
A. trichomanes subsp. coriaceifolium · 
A. trichomanes subsp. pachyrachis · 
A. trichomanes subsp. quadrivalens · 
A. trichomanes subsp. trichomanes · 
A. viride (Groensteel) · 
A. viviparum · 
...